# Margit Humer-Seeber
Margit Humer-Seeber (* 6. Juli 1923 in Innsbruck; † 25. April 2008 ebenda) war eine österreichische Schauspielerin, Radiosprecherin und Programmgestalterin des ORF Tirol.

## Leben
Bis 1956 war Humer-Seeber Sprecherin und Programmgestalterin. Sie verfasste Märchen mit dem von ihr konzipierten Traummännlein. Sie war eine ausgebildete Schauspielerin und prägte zusammen mit Walter Reyer den Nachkriegsrundfunk in den 1950er-Jahren. 1956 beendete sie ihre Angestelltentätigkeit im Rundfunk und wurden beim ORF Tirol freie Mitarbeiterin.
Bis 2001 leitete Margit Humer-Seeber die Pettnauer Volksbühne. Unter ihrer Leitung wurden unter anderem Glaube und Heimat und Der Brandner Kaspar aufgeführt.
Anlässlich des 80-jährigen Bestehens der Volksbühne Pettnau wurde im Jahre 2001 das Stück Katzenzungen aufgeführt. Dies war die letzte Vorführung unter der Leitung von Margit Humer-Seeber.
Nachdem sie 2001 die Volksbühne verlassen hatte, übernahm der Obmann Georg Engel die Leitung der Theaterstücke.